# کاردکپتر ساکورا
کاردکپتر ساکورا (به ژاپنی: カードキャプターさくら Kādokyaputā Sakura) که به صورت مختصر سی‌سی‌اس شناخته می‌شود، یک مجموعه مانگا ژاپنی که توسط تیم مانگاکاهای زن کلمپ نوشته و مصورسازی شده‌است. این سری مانگا به تعداد ۱۲ جلد، از مه ۱۹۹۶ تا ۳ ژوئن ۲۰۰۰ توسط کودانشا در مجله ناکایوشی چاپ شد. مجموعه کاردکپتر ساکورا به خاطر تأکید بر روی سبک شوجو شناخته شده‌است؛ و تقریباً در تمام صفحات این سری از گل‌ها، حباب‌ها و درخشش‌هایی در اطراف شخصیت‌های اصلی داستان استفاده شده‌است. داستان مجموعه دربارهٔ دختری دبستانی به نام ساکورا کینوموتو است که به‌طور تصادفی مجموعه‌ای از کارت‌های جادویی که برای سال‌ها در داخل کتابی طلسم شده بود را آزاد کرد و ناگهان خودش نیز دارای قدرت‌های جادویی شد.
بر اساس این مانگا یک مجموعه انیمه ۷۰ قسمتی نیز توسط استودیو مدهاوس و به کارگردانی موریو آساکا ساخته شد، که از ۷ آوریل ۱۹۹۸ تا ۲۱ مارس ۲۰۰۰ در شبکه ان‌اچ‌کی پخش شد. همچنین رسانه‌های مرتبط دیگری بر پایه این سری شامل دو فیلم سینمایی انیمه‌ای، بازی ویدئویی، کتاب تصویری و کتاب هنری ساخته شده‌است.